# Adrien d'Esclaibes d'Hust
Adrien, Félix, Marie, Joseph d’Esclaibes d’Hust est un avocat et résistant français, né à Paris le 10 mars 1882, mort au camp de concentration de Bergen-Belsen le 16 février 1945,.

## Biographie
Il est le fils du général Henri Victor Léon d'Esclaibes et d'Edith du Buysson des Aix.  
Il est aussi l'arrière-petit-neveu de Louis Charles Joseph d'Esclaibes de Clairmont.  
Il descend de Giorgio Basta, comte d'Hust et du Saint Empire et de la famille belge de Liedekerke.  
Marié en 1908 avec Jeanne Grenet de Florimond, il reste sans enfant. 
Il s'investit dans les œuvres caritatives notamment le scoutisme de France, (Commissaire de province pour l'Artois,). 
Il fait partie de la délégation française reçue en audience papale à l’occasion du sacre du pape Pie XII, le 12 mars 1939.
Maire de Villers-Châtel pendant la Seconde Guerre mondiale, il est membre du réseau de résistance Jade-Amicol de 1941 jusqu'à sa déportation. Par solidarité avec les juifs et en tant que maire, il se mit à porter l'étoile jaune quand ceux-ci furent obligés de le faire. 
Il est arrêté à Villers-Châtel le 25 août 1944 pour avoir hébergé des résistants du réseau Voix du Nord, et déporté par le train de Loos au camp de concentration d'Oranienbourg-Sachsenhausen, puis au camp de Bergen-Belsen où il est torturé et meurt en février 1945. Il était déporté NN (pour Nacht und Nebel (nuit et brouillard), c'est-à-dire en quelque sorte « ni vu ni connu », à l'isolement et dans le secret absolu).
Il repose dans son village de Villers-Châtel.

## Distinctions

### Décorations
France
- Chevalier de la Légion d'honneur
- Croix de guerre 1939–1945
- Médaille de la Résistance française (décret du 29 novembre 1955)

 Pays-Bas
- Grand officier de l’ordre d'Orange-Nassau

 Ordre souverain de Malte
- Chevalier de l'ordre souverain de Malte

 Ordre équestre du Saint-Sépulcre de Jérusalem
- Chevalier de l'ordre équestre du Saint-Sépulcre de Jérusalem, il en est successivement président de la province de France le 20 mai 1931, puis grand bailli et enfin lieutenant en 1932

 Vatican
- Commandeur de l'ordre de Saint-Grégoire-le-Grand
- Commmandeur de l'ordre de Saint-Sylvestre.

## Hommages
Une rue porte son nom à Montgeron.